# Осипкасы
Осипкасы — упразднённая в 1964 году деревня в Моргаушском районе Чувашской Республики. Вошла в состав деревни Верхние Панклеи. Ныне Осипкасинская улица деревни Верхние Панклеи Моргаушского муниципального округа Чувашской Республики.

## Название
Имело название Осип-Касы

## География
Находилась в северо-западной части Чувашии, в пределах Чувашского плато, в зоне хвойно-широколиственных лесов, на расстоянии приблизительно 9 км на юг по прямой от районного центра села Моргауши.

### Климат
Климат характеризуется как умеренно континентальный, с продолжительной морозной зимой и тёплым летом. Среднегодовая температура воздуха — 2,3 °С. Средняя температура воздуха самого тёплого месяца (июля) — 18,6 °C (абсолютный максимум — 38 °C); самого холодного (января) — −13 °C (абсолютный минимум — −44 °C). Безморозный период длится около 148 дней. Среднее количество атмосферных осадков, выпадающих в вегетационный период, составляет 326 мм

## История
В 1917 году входила в состав Чувашско-Сорминской волости Ядринского уезда:333.
Деревня исключена из списка населённых пунктов Моргаушского района 23 апреля 1964 года в связи со слиянием с деревней Верхние Панклеи:214.

## Известные уроженцы, жители
Васильев, Фёдор Семёнович (1920, Осипкасы — 2000, Чебоксары) — чувашский советский композитор, педагог, доцент, заслуженный деятель искусств Чувашской АССР (1960), лауреат Государственной премии Чувашской АССР им. К. В. Иванова (1976), участник Великой Отечественной войны.

## Инфраструктура
Личное подсобное хозяйство с зоной сельскохозяйственного использования, индивидуальная застройка усадебного типа.